# Teucrium cyrenaicum
Teucrium cyrenaicum là một loài thực vật có hoa trong họ Hoa môi. Loài này được (Maire & Weiller) Brullo & Furnari miêu tả khoa học đầu tiên năm 1979.